# Lewis Waterman

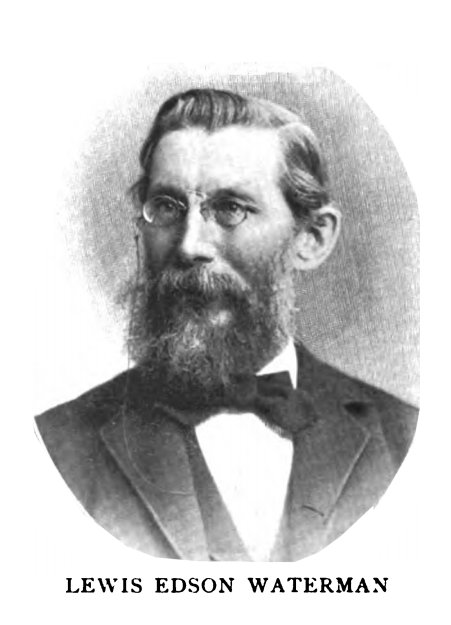
Lewis Edson Waterman

Lewis Edson Waterman (Decatur (New York), 18 november 1837 - 1 mei 1901) was de uitvinder van de moderne vulpen.
Lewis Waterman was in 1883 een verzekeringsmakelaar in New York. De anekdote voor zijn uitvinding is dat hij bijna een belangrijk contract wilde tekenen, toen zijn pen lekte. Hij ging een andere halen, maar toen hij terugkwam bleek een rivaal er met de klant vandoor te zijn gegaan.
Vanaf dat moment begon Waterman vulpennen te maken in de werkplaats van zijn broer. Hij gebruikte daarbij het capillaire principe, dat lucht toelaat zodat er een constante stroom inkt ontstaat. Waterman verleende vijf jaar garantie op zijn pennen. 
In 1899 vestigde Waterman een fabriek in Montreal. Na zijn dood in 1901 nam zijn neef, Frank D. Waterman, de zaak over en bleek in staat de verkoop van pennen te verhogen tot 350.000 per jaar.